# Dahana Alasa
Dahana Alasa is een bestuurslaag in het regentschap Nias Utara van de provincie Noord-Sumatra, Indonesië. Dahana Alasa telt 1293 inwoners (volkstelling 2010).